# 卵孢核盘菌属
卵孢核盘菌属（学名：Ovulinia）是核盘菌科下的一个属。

## 下属物种
本属包括以下物种：
- Ovulinia azaleae F.A.Weiss，杜鹃花枯萎病菌
- Ovulinia perplexa (W.H.Lawr.) Seaver